# Alex Webster
Alex Webster (Akron, New York, 1969. október 25. –) amerikai basszusgitáros, aki a Cannibal Corpse-ban vált ismertté. Emellett zenélt a Blotted Science-ben, a Beyond Death-ben, valamint 2007 óta beszállt a Hate Eternalba is basszusgitározni. Alex a másik Corpse tag Paul Mazurkiewicz dobos mellett, aki az indulástól a mai napig aktív tagja a bandának. A zenekarban nemcsak bőgőzik, hanem dalszövegeket is ír, valamint a dalszerzésből is aktívan kiveszi a részét. Technikás játéka révén a műfaj egyik legképzettebb zenésze.

## Diszkográfia
Cannibal Corpse:
- Eaten Back to Life (1990)
- Butchered at Birth (1991)
- Tomb of the Mutilated (1992)
- The Bleeding (1994)
- Vile (1996)
- Gallery of Suicide (1998)
- Bloodthirst (1999)
- Gore Obsessed (2002)
- The Wretched Spawn (2004)
- Kill (2006)
- Evisceration Plague (2009)
- Torture (2012)
- A Skeletal Domain (2014)
- Red Before Black (2017)

Hate Eternal:
- Fury and Flames (2008)